# Ravna (gmina Knjaževac)
Ravna (cyr. Равна) – wieś w Serbii, w okręgu zajeczarskim, w gminie Knjaževac. W 2011 roku liczyła 165 mieszkańców.